# NGC 4237
NGC 4237 في الفهرس العام الجديد، هي مجرة، تقع في كوكبة الهلبة. اكتشفت في 1783 بواسطة ويليام هيرشل.

## روابط خارجية
- NGC 4237 على موقع ويكي سكاي: DSS2, SDSS, GALEX, IRAS, Hydrogen α, X-Ray, Astrophoto, Sky Map, Articles and images